# Alf Zimmer
Alf C. Zimmer (* 2. November 1943 in Bevensen) ist ein deutscher Psychologe.

## Werdegang
Zimmer schloss sein Studium der Psychologie an der Universität Münster 1971 mit Diplom ab. Er ging als wissenschaftlicher Assistent an die Universität Tübingen, wo er seine Promotion (1973) vorbereitete, mit der er in Münster promoviert wurde. 1973 kam er als Assistent an die Universität Regensburg.
Ab 1976 war er Dozent für Allgemeine Psychologie an der Universität Oldenburg. 1980 kehrte er nach Münster zurück, wo er sich 1982 habilitierte. Zugleich war er von 1980 bis 1983 Visiting Scholar an der Stanford University (USA).
1984 folgte er einem Ruf an die Universität Regensburg. Von 1988 bis 1990 war er Dekan der Philosophischen Fakultät II und ab 1990 Mitglied des Senats der Universität. Von 2001 bis 2009 war er deren Rektor. Außerdem war er von 2005 bis 2007 stellvertretender Vorsitzender und von 2007 bis 2009 Vorsitzender der Universität Bayern. 2009 wurde er emeritiert.

## Ehrungen
- Ehrendoktorwürde in Engineering Psychology der Ukrainischen Staatsuniversität
- 2008: Bayerische Europamedaille
- 2009: Albertus-Magnus-Medaille
- 2013: Verdienstkreuz am Bande der Bundesrepublik Deutschland